# ザ・ゲートウェイ (シンガポール)
ザ・ゲートウェイ (The Gateway) は、37階建て、高さ150 m (490 ft)の超高層ビル群で、1990年4月、シンガポール、ダウンタウン・コアのビーチ・ロードに完成した。2つの建物は、ザ・ゲートウェイ・イースト (The Gateway East)、ザ・ゲートウェイ・ウェスト (The Gateway West) と名付けられている。

## 建築
ザ・ゲートウェイの建築家は、ナショナル・ライブラリー・ボードによって、「ワールドクラス」と評された。建物は、アメリカの建築家、イオ・ミン・ペイによって設計された。また、このプロジェクトには、地元シンガポールの建築事務所Chua Ka SengとPartners Chartered Architects (CKSP)も取り組んだ。サンフランシスコ出身の構造エンジニア、T・Y・リンもプロジェクトに協力した。

## テナント
建物のアンカー・テナントには、物流会社のDHL、キャノン、技術会社Yソフトが含まれる。
- イオ・ミン・ペイによるシンガポールのザ・ゲートウェイのモデル